# Ротерт, Владислав Адольфович
 Владислав Адольфович Ротерт  (пол. Władysław Rothert  (6 августа 1863 Вильно, ныне Вильнюс, Литва — 16 января 1916 Санкт-Петербург Российская империя) — русский ботаник, по национальности поляк.

## Биография
Родился в Вильно 6 августа 1863 года. Получив образование в Рижской Николаевской гимназии, поступил в 1880 году в Дерптский университет на физико-математический факультет, по отделению ботаники, где он состоял студентом до 1883 года, занимаясь преимущественно под руководством профессора ботаники Э. Ф. Руссова. В апреле 1885 года защитил там же диссертацию на степень магистра ботаники.
Отправившись затем за границу, занимался в течение пяти полугодий в Страсбурге. Затем полгода работал в Санкт-Петербургском университете, в лаборатории профессора Фаминцына.
В августе 1889 года был назначен в качестве приват-доцента, на вакантную профессуру ботаники в Казанском университете, в котором он оставался до 1897 года, последний год в качестве сверхштатного экстраординарного профессора, преподавая анатомию и физиологию растений.
На 1891—1892 учебный год был командирован за границу и работал в лаборатории в Лейпциге.
В 1893 году в Киевском университете защитил диссертацию на степень доктора ботаники.
В 1897 году переведен в Харьковский университет в звании экстраординарного, а с 1900 года ординарного профессора ботаники.
В 1902 году вследствие избрания физико-математическим факультетом Новороссийского университета в Одессе, перешел в названный университет. В 1902—1908 годах — профессор ботаники Новороссийского университета в Одессе. Затем — профессор физиологии растений Харьковского университета.
В 1908—1910 совершил путешествия на Яву, Суматру, Цейлон, в южную часть Индии, Египет, Грецию, в страны Европы, Азии, Сев. Америки.
В 1910—1914 годах — профессор физиологии растений Ягеллонского университета в Кракове.
С 1915 года — профессор Университета Святого Владимира.

## Труды
- О движении у высших растений : Вступ. лекция, прочит. 22 сент. 1889 г. / [Соч.] Прив.-доц. Казан. ун-та В. А. Ротерта Казань : тип. Ун-та, 1890
- Курс физиологии растений : Лекции, чит. на Физ.-мат. фак. Казан. ун-та. Ч. 1- / В. Ротерт Казань : тип. Ун-та, 1891
- О новом грибке, размножающемся исключительно посредством склероциев / [Соч.] В. Ротерта, приват-доц. Казан. ун-та Санкт-Петербург : тип. В. Демакова, [1892]
- О гелиотропизме / В. Ротерт Казань : тип. Ун-та, 1893
- Участь ресничек у зооспор грибов / [Соч.] В. Ротерта Казань : типо-лит. Ун-та, 1894
- Белки и углеводы зеленых листьев как продукты ассимиляции. В. В. Сапожникова. (Томск, 1894) : (Отзыв в Физ.-мат. фак.) / [Прив.-доц. Владислав Ротерт] [Казань] : типо-лит. Казан. ун-та, 1896
- Анатомия растительных тканей Казань : тип. Ун-та, 1897
- О строении оболочки растительных сосудов / В. Ротерт Казань : типо-лит. Ун-та, 1897
- Введение в физиологию растений : (Вступ. лекция, прочит. 15 сент. 1897 г.) / [Соч.] В. Ротерта, проф. Харьк. ун-та Харьков : паровая тип. и лит. Зильберберг, 1899
- О дегенерации и регенерации бактерий : Дис. на степ. д-ра мед. К. А. Ротерта / Из Патол.-бактериол. каб. при Ин-те эксперим. медицины Санкт-Петербург : тип. Ф. Вайсберга и П. Гершунина, 1902
- Курс физиологии растений : Физическая физиология : Лекции, чит. на Физ.-мат. фак. Казан. ун-та / В. Ротерт Киев : типо-лит. А. О. Штерензона, 1909